# Peter Fangel
 Ikke at forveksle med Peter Fangel (arkitekt).
Peter Lorents Fangel (født 17. juni 1837, død 6. december 1922) var en dansk fotograf.
Han stod i snedkerlære hos faderen og begyndte 1872 at fremstille stereoskopiske fotografier. Hans "Stereoskop-Fabrik P. Fangel, Middelfart" udgav ca. 1892 en serie stereoskopfotografier af Danmark. I 1894 var han på Bornholm, hvor han lavede 130 optagelser. De godt 7000 plader, som Fangel optog med sit selvbyggede apparat i årene 1887-1899, befinder sig nu på Middelfart Museum. 
Modsat mange af sine samtidige inden for samme erhverv døde Fangel som en gammel mand, 85 år gammel, i 1922.